# Kaya (álbum)
Kaya es el décimo álbum de estudio de Bob Marley, lanzado junto a su banda, The Wailers, en 1978. El álbum, lanzado mediante Tuff Gong e Island, consistía en canciones grabadas desde Exodus, de 1977, hasta ese momento
El álbum tenía un sonido muy relajante, carente de la agresividad lírica y musical de los Wailers. Recibieron críticas por la 'suavidad' del álbum como resultado del sonido general del álbum, así como la temática principal del disco[cita requerida], que giraba en torno al amor y la marihuana ("discúlpeme mientras me fumo mi porro", reza una de las letras). "Kaya" es una palabra del dialecto jamaiquino y significa algo así como "hierba" o "cáñamo". El álbum fue enfocado comercialmente y hay algunas rimas muy simples que fueron crítica más bien negativa.
La publicación del álbum coincidió con el multitudinario concierto One Love Peace, que anunciaba el regreso triunfal de Marley a Jamaica desde su éxodo en Londres.  Algunas de las canciones presentes en este álbum son versiones regrabadas de canciones antiguas, como Satisfy My Soul (antes conocida como Don't Rock My Boat), Sun is Shining y la canción homónima Kaya. Las tres canciones fueron grabadas originalmente para el álbum Soul Revolution y fueron regrabadas para este álbum. Los temas más conocidos de Kaya fueron "Is This Love", "Sun is Shining", "Satisfy My Soul" y "Easy Skanking".
Durante el invierno de 1978, Bob Marley y Don Taylor organizaron una gran gira para el lanzamiento de Kaya, y para olvidar los problemas ocurridos en el Exodus Tour. Pero antes de eso, Bob hizo su gran regreso a Jamaica después de más de un año de ausencia y demostró que no había perdido nada de su carisma. De hecho, en un clima de guerra civil y de represión militar, organizó con el Movimiento de Paz de Jamaica un gran concierto para la reconciliación, que sigue siendo uno de sus conciertos más famosos: el "One Love Peace Concert" del 22 de abril de 1978, durante el cual logró reunir a los opositores políticos y candidatos para la elección a Presidente, Michael Manley y Edward Seaga (cuyos secuaces habían tratado de matar a Bob), en el escenario, y logró que se dieran la mano.
El álbum fue remasterizado en 2001 por Ted Jensen en Nueva York.

## Listado de canciones
Todas las canciones escritas por Bob Marley.

### Cara A
1. "Easy Skanking" – 2:53
2. "Kaya" – 3:15
3. "Is This Love" – 3:52
4. "Sun Is Shining" – 4:58
5. "Satisfy My Soul" – 4:30

### Cara B
1. "She's Gone" – 2:25
2. "Misty Morning"  – 3:32
3. "Crisis" – 3:54
4. "Running Away" – 4:15
5. "Time Will Tell" – 3:25

### Versión actual en CD
Todas las canciones escritas por Bob Marley.
1. "Easy Skanking" – 2:53
2. "Kaya" – 3:15
3. "Is This Love" – 3:52
4. "Sun Is Shining" – 4:58
5. "Satisfy My Soul" – 4:30
6. "She's Gone" – 2:25
7. "Misty Morning"  – 3:32
8. "Crisis" – 3:54
9. "Running Away" – 4:15
10. "Time Will Tell" – 3:31
11. "Smile Jamaica" (Alt. Version) - 5:04

## Tour
El "Kaya Tour" fue una gira de conciertos organizada para apoyar el álbum Kaya de Bob Marley & The Wailers.
La gira inicialmente iba a comenzar a principios de mayo en Miami, Florida, pero los primeros seis conciertos tuvieron que ser cancelados por problemas con el guitarrista Junior Marvin que poseía cocaína. Por lo tanto, la gira comenzó en "Ann Arbor", Míchigan, el 18 de mayo de 1978, y terminó en Miami, Florida, el 5 de agosto de 1978. El recorrido se dividió en tres partes, dos partes en EE. UU. y una parte europea. Antes de la gira Marley actuó en el One Love Peace Concert el 22 de abril de 1978.
Numerosos conciertos, incluidos los resultados en el "Pavillon de París Baltard" se registraron para lanzar un segundo álbum en directo, Babylon By Bus, que es una recopilación de canciones interpretadas en París.
El 21 de julio, Peter Tosh, quien estaba de gira con los Rolling Stones, se detuvo en el Starlight Bowl en Burbank (donde Bob estaba tocando) y cantó "Get Up, Stand Up" con Marley. Mick Jagger dice que ha visto todo el espectáculo desde afuera del escenario.
El 23 de julio, el cumpleaños del emperador etíope Haile Selassie, Dios reencarnado del movimiento rastafari, Marley cantó en Santa Bárbara una versión en vivo muy rara de su canción "Sun Is Shining".
En la gira Marley realizó por primera vez actuaciones en España y Noruega, y también se estrenó en el Madison Square Garden.

### Lista de canciones
Después del primer trimestre de la gira la lista de canciones se normalizó y parecía lo siguiente:
- "Positive Vibration"
- "Them Belly Full (But We Hungry)"
- "Concrete Jungle"
- "Rebel Music (3 O'Clock Roadblock)"
- "The Heathen"
- "War"/"No More Trouble"
- "Running Away"/"Crazy Baldhead"
- "Crisis"
- "I Shot The Sheriff"
- "No Woman, No Cry"
- "Is This Love"
- "Jammin'"
- "Lively Up Yourself"
- "Easy Skanking"
- "Get Up, Stand Up"
- "Exodus"

Al comienzo de la gira se cantó un canto Niyabinghi llamado "So Long Rastafari" (a veces una mezcla con "Time Will Tell"), seguido de "Concrete Jungle", "Burnin 'Y Lootin'" y "Them Belly Full". El canto Niyabinghi era muy lento así que se decidió sustituir el canto con el clásico y animado "Positive Vibration" para capturar mejor a la audiencia desde el principio del recital. El mismo procedimiento se realizó en el comienzo del "Rastaman Vibration Tour" en 1976, cuando una mezcla de cantos Niyabinghi, como "Lion of Judah" y "Rastaman Chant," abrió los conciertos, pero fueron reemplazados más tarde.
La Mayoría de las canciones del álbum "Kaya" se tocaron al menos una vez durante la gira. Hay informes de varias personas (asistentes de conciertos, miembros de la banda) que Marley hizo conciertos inusuales en "Ann Arbor" Míchigan, "Lenox" Massachusetts, y en Oslo (Noruega), cada uno con un repertorio lleno de canciones raramente tocadas. También hubo actuaciones de una canción anterior, "Punky Reggae Party", que no aparece en ninguno de los discos de Marley grabados con "Island", pero fue lanzado como single en 1977. Cuando se realiza formaba parte de una mezcla junto con "Get Up, Stand Up".
De espectáculo en espectáculo a veces se agregaba una canción adicional como "Slave Driver", "Burnin 'Y Lootin'", "Punky Reggae Party", "Kaya", "Sun is Shining", "Time Will Tell ", "One Love", "Natural Mystic", "Waiting In Vain", "So Much Things To Say", "Talkin' Blues", "Who The Cap Fit", "Rat Race" y "Roots Rock Reggae", pero actuaciones en directo de cada una de estas canciones paso muy raramente durante la gira.

### Conciertos
| Fecha       | Lugar                                          | Ciudad                        | País                   | Notas                            |
| ----------- | ---------------------------------------------- | ----------------------------- | ---------------------- | -------------------------------- |
| 5 de mayo   | Jai Alai Fronton                               | Miami, Florida                | Estados Unidos         | Cancelado                        |
| 6 de mayo   | Fox Theatre                                    | Atlanta, Georgia              | Estados Unidos         | Cancelado                        |
| 7 de mayo   | The Warehouse                                  | Nueva Orleans, Luisiana       | Estados Unidos         | Cancelado                        |
| 11 de mayo  | Music Hall                                     | Houston, Texas                | Estados Unidos         | Cancelado                        |
| 12 de mayo  | Will Rogers Auditorium                         | Fort Worth, Texas             | Estados Unidos         | Cancelado                        |
| 14 de mayo  | Paramount Theater, University of Texas         | Austin, Texas                 | Estados Unidos         | Cancelado                        |
| 18 de mayo  | Hill Auditorium                                | Ann Arbor, Míchigan           | Estados Unidos         |                                  |
| 19 de mayo  | Music Hall                                     | Cleveland, Ohio               | Estados Unidos         |                                  |
| 24 de mayo  | Veteran Memorial Hall                          | Columbus, Ohio                | Estados Unidos         |                                  |
| 25 de mayo  | Orpheum Theater                                | Madison, Wisconsin            | Estados Unidos         | 2 conciertos                     |
| 27 de mayo  | Uptown Theatre                                 | Chicago, Illinois             | Estados Unidos         |                                  |
| 29 de mayo  | Performing Arts Center                         | Milwaukee, Wisconsin          | Estados Unidos         | 2 conciertos                     |
| 30 de mayo  | Northrop Auditorium                            | Minneapolis, Minnesota        | Estados Unidos         |                                  |
| 2 de junio  | Stanley Theater                                | Pittsburgh, Pensilvania       | Estados Unidos         |                                  |
| 3 de junio  | Landmark Theater                               | Siracusa, New York            | Estados Unidos         |                                  |
| 4 de junio  | Masonic Temple                                 | Detroit, Míchigan             | Estados Unidos         |                                  |
| 5 de junio  | The Spectrum Theater                           | Filadelfia, Pensilvania       | Estados Unidos         |                                  |
| 8 de junio  | Music Hall                                     | Boston, Massachusetts         | Estados Unidos         | 2 conciertos                     |
| 9 de junio  | Maple Leaf Gardens                             | Toronto, Ontario              | Canadá                 | Apertura para "Tower of Power"   |
| 10 de junio | Forum Concert Bowl                             | Montreal, Quebec              | Canadá                 |                                  |
| 11 de junio | Shea's Buffalo Theatre                         | Búfalo, New York              | EE. UU.                | Cancelado                        |
| 12 de junio | Civic Center                                   | Poughkeepsie, New York        | Estados Unidos         |                                  |
| 14 de junio | Pinecrest Country Club                         | Shelton, Connecticut          | Estados Unidos         |                                  |
| 16 de junio | Capital Center                                 | Landover, Maryland            | Estados Unidos         |                                  |
| 17 de junio | Madison Square Garden                          | Nueva York, NY                | Estados Unidos         |                                  |
| 18 de junio | Music Inn                                      | Lenox, Massachusetts          | Estados Unidos EE. UU. |                                  |
| 22 de junio | New Bingley Hall                               | Stafford, Staffordshire       | Inglaterra             |                                  |
| 25 de junio | Pavillon de Paris                              | París                         | Francia                |                                  |
| 26 de junio | Pavillon de Paris                              | París                         | Francia                |                                  |
| 27 de junio | Pavillon de Paris                              | París                         | Francia                |                                  |
| 28 de junio | Plaza de Toros                                 | Ibiza                         | España                 |                                  |
| 29 de junio | Scandinavium                                   | Gotemburgo                    | Suecia                 | Cancelado                        |
| 30 de junio | Gröna Lund                                     | Estocolmo                     | Suecia                 |                                  |
| 1 de julio  | Roskilde Festival                              | Roskilde                      | Dinamarca              |                                  |
| 2 de julio  | Horten Festival                                | Horten                        | Noruega                |                                  |
| 7 de julio  | Ahoy                                           | Róterdam                      | Holanda                |                                  |
| 8 de julio  | IJshall                                        | Geleen                        | Holanda                |                                  |
| 9 de julio  | Forest National                                | Bruselas                      | Bélgica                |                                  |
| 13 de julio | Top of the Pops                                | Londres                       | Inglaterra             | Emitido por TV por la BBC        |
| 14 de julio | Queen Elizabeth Theatre                        | Vancouver, Columbia Británica | Canadá                 | 2 conciertos                     |
| 15 de julio | Paramount Theatre                              | Seattle, Washington           | EE. UU.                | 2 conciertos                     |
| 16 de julio | Paramount Theatre                              | Portland, Oregón              | EE. UU.                |                                  |
| 18 de julio | Civic Center                                   | Santa Cruz, California        | EE. UU.                | 2 conciertos                     |
| 20 de julio | Greek Theater, University of California        | Berkeley, California          | EE. UU.                |                                  |
| 21 de julio | Starlight Bowl                                 | Burbank, California           | EE. UU.                | Aparición especial de Peter Tosh |
| 22 de julio | State Amphitheater, San Diego State University | San Diego, California         | EE. UU.                |                                  |
| 23 de julio | Santa Barbara County Bowl                      | Santa Bárbara (California)    | EE. UU.                |                                  |
| 24 de julio | Starlight Bowl                                 | Burbank, California           | EE. UU.                |                                  |
| 25 de julio | The Roxy Theater                               | Los Ángeles, California       | EE. UU.                |                                  |
| 27 de julio | Municipal Auditorium                           | Austin, Texas                 | EE. UU.                |                                  |
| 28 de julio | Tarrant County Convention Center               | Fort Worth, Texas             | EE. UU.                |                                  |
| 29 de julio | Music Hall                                     | Houston, Texas                | EE. UU.                |                                  |
| 30 de julio | The Warehouse                                  | Nueva Orleans, Luisiana       | EE. UU.                |                                  |
| 1 de agosto | Fox Theatre                                    | Atlanta, Georgia              | EE. UU.                |                                  |
| 5 de agosto | Jai Alai Fronton                               | Miami, Florida                | EE. UU.                |                                  |

## Créditos
- Bob Marley – cantante, guitarra rítmica, guitarra acústica, percusión
- Aston "Family Man" Barrett – Bajo, percusión
- Carlton Barrett – Tambores, Percusión
- Tyrone Downie – Teclados, Percusión
- Alvin Patterson – Percusión
- Junior Marvin – Guitarra
- Rita Marley – Coros
- Marcia Griffiths – Coros
- Judy Mowatt – Coros
- Vincent Gordon – Saxofón
- Glen Da Costa – Trombón